# Émile Gamard
Pour les articles homonymes, voir Gamard.
Émile Gamard, né le 15 juillet 1911 dans le 14e arrondissement de Paris et mort le 10 janvier 2004 à Perpignan, est un coureur cycliste français, professionnel de 1936 à 1943.

## Palmarès
- 1932
  - 2e du Grand Prix de Lorraine
  - 2e de Paris-Gien
- 1935
  - 3e de Paris-Falaise
- 1937
  - 2e de Paris-Rennes
  - 3e de Paris-Saint-Étienne
  - 9e de Paris-Tours

## Résultats sur le Tour de France
1 participation
- 1937 : 44e